# Linkiesta
Linkiesta è un quotidiano online italiano.
Fondato a settembre 2010, è in rete dal 31 gennaio 2011 ed è diretto dal 2019 da Christian Rocca.

## La società editoriale
L'idea del nuovo giornale è nata nell'autunno 2008 nel contesto dell'affermazione elettorale del presidente USA Barack Obama. Per lo studio del business plan, la redazione del piano editoriale e la raccolta dei capitali è stato necessario più di un anno.
Inizialmente costituitasi come società a responsabilità limitata nel settembre 2010, la società Linkiesta.it si è trasformata in società per azioni il 25 gennaio 2011, a pochi giorni dal debutto del giornale. Si tratta di una società ad azionariato diffuso con oltre 80 investitori. Nessuno può detenere una quota superiore al 5% del capitale.

## La linea editoriale e il formato
Linkiesta si presenta come un giornale offensivo di approfondimento incentrato soprattutto su temi sociali, politici, economici e finanziari, ma attento anche a tematiche culturali di larga portata. La testata è aperta anche al giornalismo partecipativo, al giornalismo investigativo e on demand.
Nel 2012 Jacopo Tondelli, direttore e fondatore della testata, ha vinto il Premiolino nella sezione Web. All'inizio del 2013 si è dimesso in polemica con la società editoriale.
Dopo temporanee direzioni da parte di Jacopo Barigazzi, Marco Alfieri e Marco Sarti, la direzione del giornale è stata assunta da Francesco Cancellato. Sotto la sua direzione si assiste ad un notevole aumento del traffico online e dei ricavi per il giornale.
Nel 2019 Cancellato lascia la direzione per passare a Fanpage. Secondo altri giornali il cambio ai vertici del giornale sarebbe stato causato da divergenze sulla linea politica, con una proprietà più vicina a posizioni filo-renziane. Al posto di Cancellato arriva Christian Rocca (ex giornalista de Il Foglio). Iniziano inoltre a collaborare con Linkiesta Mario Lavia (ex firma di Europa, l'Unità e Democratica), Maurizio Stefanini (giornalista free-lance per Libero, Il Foglio, Lettera43, Longitude, Bio's e Babilon), Marco Taradash (ex deputato con il Partito Radicale e Forza Italia, attualmente membro di +Europa) ed Elsa Fornero (ex Ministro del lavoro e delle politiche sociali nel Governo Monti).
Sotto la direzione di Rocca, vengono lanciate tre nuove sezioni del sito: Europea (riguardante la politica dell'Unione Europea), Gastronomika (riguardante il cibo e la cucina) e Il lavoro che verrà (riguardanti lo sviluppo del mercato del lavoro).
Il 15 giugno 2020 viene annunciato l'arrivo nelle edicole di una versione cartacea de Linkiesta, con periodicità non fissa. Successivamente vengono lanciate K, rivista cartacea dedicata alla letteratura, e Linkiesta Forecast, magazine cartaceo prodotto in collaborazione con The New York Times.

## Direttori
- Jacopo Tondelli (settembre 2010 - 20 febbraio 2013)
- Jacopo Barigazzi (21 febbraio - 26 febbraio 2013)[22]
- Marco Alfieri (27 febbraio 2013[23] - 17 settembre 2014)[24]

Sospensione delle pubblicazioni
- Marco Sarti (21 settembre - 29 novembre 2014)[26]
- Francesco Cancellato (30 novembre 2014 - 9 settembre 2019)[27]
- Lidia Baratta (10 settembre 2019- 23 settembre 2019)[28]
- Christian Rocca (24 settembre 2019 - in carica) (direttore editoriale)[3]